# Hedel
Hedel é uma cidade dos Países Baixos, na província de Guéldria. Hedel pertence ao município de Maasdriel, e está situada a .
Em 2001, a cidade de Hedel tinha 4023 habitantes. A área urbana da cidade é de 1.4 km², e tem 1567 residências. 
A área de Hedel, que também inclui as partes periféricas da cidade, bem como a zona rural circundante, tem uma população estimada em 4600 habitantes.